# Ulrich Steinvorth
Ulrich Steinvorth (* 18. August 1941 in Neutitschein, Landkreis Neu Titschein) ist ein deutscher Philosoph mit den Arbeitsgebieten Ethik, politische Philosophie und Metaphysik.
Steinvorth wurde 1967 bei Günther Patzig in Göttingen mit einer Dissertation über Ludwig Wittgenstein zum Thema Empfindungen und Privatsprache promoviert. Von 1968 bis 1977 war er wissenschaftlicher Assistent an der Universität Mannheim, wo er sich 1975 mit der Arbeit Eine analytische Interpretation der Marxschen Dialektik habilitieren konnte. Nach zwei Vertretungsprofessuren von 1977 bis 1980 an der Universität Osnabrück und 1980 bis 1982 an der Universität Düsseldorf erhielt er 1982 einen Lehrstuhl für praktische Philosophie an der Universität Hamburg, den er bis zu seiner Emeritierung 2006 innehatte. Danach hatte er bis 2011 einen Lehrstuhl für Philosophie an der Bilkent Üniversitesi in Ankara. 2011/12 lehrte er an der Universität Tokio (Todai).

## Veröffentlichungen
- Eine analytische Interpretation der Marxschen Dialektik. Hain, Meisenheim am Glan 1975, ISBN 3-445-01441-8.
- Stationen der politischen Theorie: Hobbes, Locke, Rousseau, Kant, Hegel, Marx, Weber. (Reclam Universal-Bibliothek 7735). Reclam, Stuttgart 1981, ISBN 3-15-007735-4.
- Freiheitstheorien in der Philosophie der Neuzeit. WBG, Darmstadt 1987, ISBN 3-534-02403-6.
- Klassische und moderne Ethik. Grundlinien einer materialen Moraltheorie. Rowohlt, Reinbek 1990, ISBN 3-499-55505-0.
- Warum überhaupt etwas ist. Kleine demiurgische Metaphysik. (Rowohlts Enzyklopädie). Rowohlt, Reinbek 1994, ISBN 3-499-55547-6.
- Gleiche Freiheit. Politische Philosophie und Verteilungsgerechtigkeit. Akademie Vg., Berlin 1999, ISBN 3-05-003300-2.
- Was ist Vernunft? Eine philosophische Einführung. (Beck'sche Reihe, 1494). Beck, München 2002, ISBN 3-406-47634-1. (Darin: Willensfreiheit S. 222ff: Willenschwäche S. 256ff: Geist und Gehirn S. 273ff)
- Éthique classique et éthique moderne. Ed. L'Harmattan, Paris 2004, ISBN 2-7475-5597-6.
- Docklosigkeit. Oder zur Metaphysik der Moderne. mentis, Paderborn 2006, ISBN 3-89785-544-5.
- Rethinking the Western Understanding of the Self. Cambridge University Press, New York 2009, ISBN 978-0-521-76274-8.
- The Metaphysics of Modernity. What Makes Societies Thrive. Marquette University Press, Milwaukee 2013, ISBN 978-0-87462-821-0.
- 2016 Pride and Authenticity. Palgrave Macmillan, New York, ISBN 978-3-31981-680-7
- 2017 Secularization. An Essay in Normative Metaphysics. Palgrave Macmillan, New York, ISBN 978-3 31987-660-3
- 2020 A Secular Absolute. How Modern Philosophy Discovered Authenticity. Palgrave Macmillan, New York, ISBN 978-3-03035-035-2
- 2021 A plea for naturalistic metaphysics: why analytic metaphysics is not enough. Palgrave Macmillan, New York, ISBN 978-3-030-72602-7
- 2023  Unterdrückung durch Beglückung. Eine liberale Revision der politischen Philosophie. Meiner, Hamburg, ISBN 978-3-7873-4335-5
- 2024 A Brief Presentation of Philosophy and Its History. Two Basic Questions. Palgrave Macmillan, New York, ISBN 978-3-031-72532-6
- 2025 Was Philosophie ist, war und sein kann. Eine kurze historische Einführung. Reclam Stuttgart, ISBN 978-3-15-014677-4

Herausgegebene Werke
- Über Ludwig Wittgenstein. Mit Beiträgen von Norman Malcolm, Peter Frederick Strawson, Newton Garver u. Stanley Cavell. (edition suhrkamp, 252). Suhrkamp, Frankfurt 1968.
- Bertrand Russell: Philosophische und politische Aufsätze. Reclam, Stuttgart 1971, ISBN 3-15-007970-5.
- mit Margit E. Oswald: Die offene Gesellschaft und ihre Fremden. Huber, Bern 1998, ISBN 3-456-82998-1.
- mit Reinold Schmücker: Gerechtigkeit und Politik. Philosophische Perspektiven. Akad.-Verlag, Berlin 2002, ISBN 3-05-003654-0.

Einzelarbeiten (Auswahl)
- Determinismus: Freiheit und Moral. Oder: Skinner contra Popper. In: Kant-Studien. 68, 1977, S. 478–492.
- Zum Problem der Willensfreiheit. In: Zeitschrift für philosophische Forschung. 49 1995, S. 398–415.
- In welchem Sinn hat der Mensch einen freien Willen? In: F. Hermanni, P. Koslowski (Hrsg.): Der freie und der unfreie Wille. Philosophische und theologische Perspektiven. Fink, München 2004, S. 1–17.
- Willensfreiheit. In: Ethik & Unterricht. 16, 2 2005, S. 11–15.
- Descartes' Willensfreiheit. In: Uwe an der Heiden (Hrsg.): Hat der Mensch einen freien Willen? Die Antworten der großen Philosophen. Reclam, Stuttgart 2007.
- Wittgenstein über den Willen und die Ontologie der Philosophischen Untersuchungen. In: Wittgenstein Studien. 13 2007.
- Wozu Philosophie? In: Zeitschrift für Didaktik der Philosophie und Ethik. 29 2007, S. 46–53.
- Was sind Nationen und in welchem Verhältnis stehen sie zueinander? Eine Kritik der Theorie von Rawls und ein Gegenentwurf. In: Rechtsphilosophische Hefte. 12 2007, S. 33–54.
- Generationengerechtigkeit. In: Journal für Generationengerechtigkeit. 7, H. 4 2007, S. 12–15.
- Glück und Lebenskunst. In: Philosophie und Lebenskunst. Aufklärung und Kritik. Sonderheft Nr. 14, S. 8–28.
- On Critical Theory. In: Analyse und Kritik. 30 2008, S. 399–423.
- The Right to Work and the Right to Develop One’s Capabilities. In: Analyse und Kritik. 2009, S. 101–113.
- Reason and Will in the Idea for a Universal History and the Groundwork. In: J.-C. Heilinger u. a. (Hrsg.): Individualität und Selbstbestimmung. Festschrift für Volker Gerhardt. Akademie Verlag, Berlin 2009, S. 143–155.
- Marx and Humanism. In: Claus Dierksmeier, Wolfgang Amann, Ernst von Klimakowitz, Heiko Spitzeck, Michael Pirson (Hrsg.): Humanistic Ethics in the Age of Globality. (Humanism in Business). Palgrave Macmillan, Basingstoke 2011, ISBN 978-0-230-27327-6.
- Universalism. In: M. Kirloskar-Steinbach, G. Dharampal-Frick, M. Friele (Hrsg.): Die Interkulturalitätsdebatte – Leit- und Streitbegriffe/ Intercultural Discourse – Key and Contested Concepts. Herder, Freiburg 2012, S. 56–64.